# Hopjor
Hopjor (rus. Хопёр) je veliki lijevi pritok rijeke Don u europskom dijelu Rusije, duga 979 km.

## Porječje i tok rijeke
Hopjor izvire na obroncima Privolške visoravni kod mjesta Ivanovka u Penzenskoj oblasti, jugozapadno od grada Penza.
Od izvora teče prema jugu, nakon što primi pritok Voronu skreće prema istoku, ali nakon što primi pritoku Buzuluk ispravlja tok i zaokreće prema jugu do ušća u rijekuDon u Volgogradskoj oblasti.
Hopjor ima porječje površine oko 61100 km2, koje se proteže preko Penzenske, Saratovske, Voronješke i Volgogradske oblasti.
Rijeka Hopjor je plovna oko 323 km, sve do grada Novohopjor i to ljeti, jer se zimi ledi od kraja 
studenoga (početka prosinca) do ožujka – travnja.
U donjem toku rijeke nalazi se Park prirode Hopjor na površini 16 178 hektara.

## Vanjske poveznice
|  | Zajednički poslužitelj ima još gradiva o temi Hopjor |